# Минская улица (Москва)
Ми́нская улица (название с 10 сентября 1958 года) — улица в Западном административном округе города Москвы на территории районов Дорогомилово, Раменки, Филёвский Парк и Фили-Давыдково. Проходит от Мосфильмовской улицы до Большой Филёвской улицы.

## Описание
Улица начинается от развязки Ломоносовского проспекта и Мосфильмовской улицы, пересекает под автомобильным путепроводом проспект Генерала Дорохова, после Нового Рублёвского моста через реку Сетунь и моста Киевского направления МЖД возле станции метро «Минская» слева примыкает Староволынская улица. После развязки с Кутузовским проспектом и моста Смоленского направления МЖД слева примыкает улица Герасима Курина, справа — улица Василисы Кожиной. На площади Ромена Роллана пересекается с Кастанаевской улицей, затем — с улицей Олеко Дундича. Возле станции метро Филёвский парк, на площади Московско-Минской дивизии справа примыкает Сеславинская улица, слева — Малая Филёвская. Улица заканчивается, упираясь в Большую Филёвскую улицу и Филёвский парк.

## Происхождение названия
Названа в 1958 году по столице Беларуси городу Минск в связи с расположением на западе Москвы.

## Примечательные здания и сооружения

### По нечётной стороне
- № 1а — жилой комплекс «Золотые ключи» (1995—1999, архитекторы Ю. Григорьев, А. Надысев, А. Никитин, Т. Принтц и другие)[3].
- № 1б — ТСЖ Золотые ключи-2
- На площади Московско-Минской дивизии — памятный знак, посвящённый этой дивизии.

### По чётной стороне
- № 2 — комплекс посольских зданий
- № 2б — Мемориальная мечеть на Поклонной горе
- № 2в — Мемориальная синагога на Поклонной горе

## Общественный транспорт

### Метро
- Минская — рядом с одноимённой станцией Киевского направления МЖД
- Филёвский парк — под Минской улицей рядом с улицей Дундича

### Железнодорожный транспорт
- Минская — рядом с одноимённой станцией Солнцевской линии метро

### Автобус
- 103, 464 (от Ломоносовского проспекта до Кутузовского проспекта и от Староволынской улицы до Ломоносовского проспекта)
- м34, 73, 155 (от метро «Филёвский парк» до Большой Филёвской улицы)
- 135 (от Кастанаевской улицы до Большой Филёвской улицы)
- 104 (от Большой Филёвской улицы до Староволынской улицы и от Кутузовского проспекта до Большой Филёвской улицы)
- 107 (от метро «Филёвский парк» до Староволынской улицы и от Кутузовского проспекта до метро «Филёвский парк»)
- 130 (по всей улице)
- 260 (от Мосфильмовской улицы до Староволынской улицы)
- 299 (от метро «Филёвский парк» до метро «Минская»
- 139, 231, 818, 1147а (от метро «Филёвский парк» до Кутузовского проспекта)
- 470 (от Ломоносовского проспекта  до площади Ромена Роллана)
- е29 (от Ломоносовского проспекта до метро «Филёвский парк»)